# 海狼級核動力攻擊潛艦

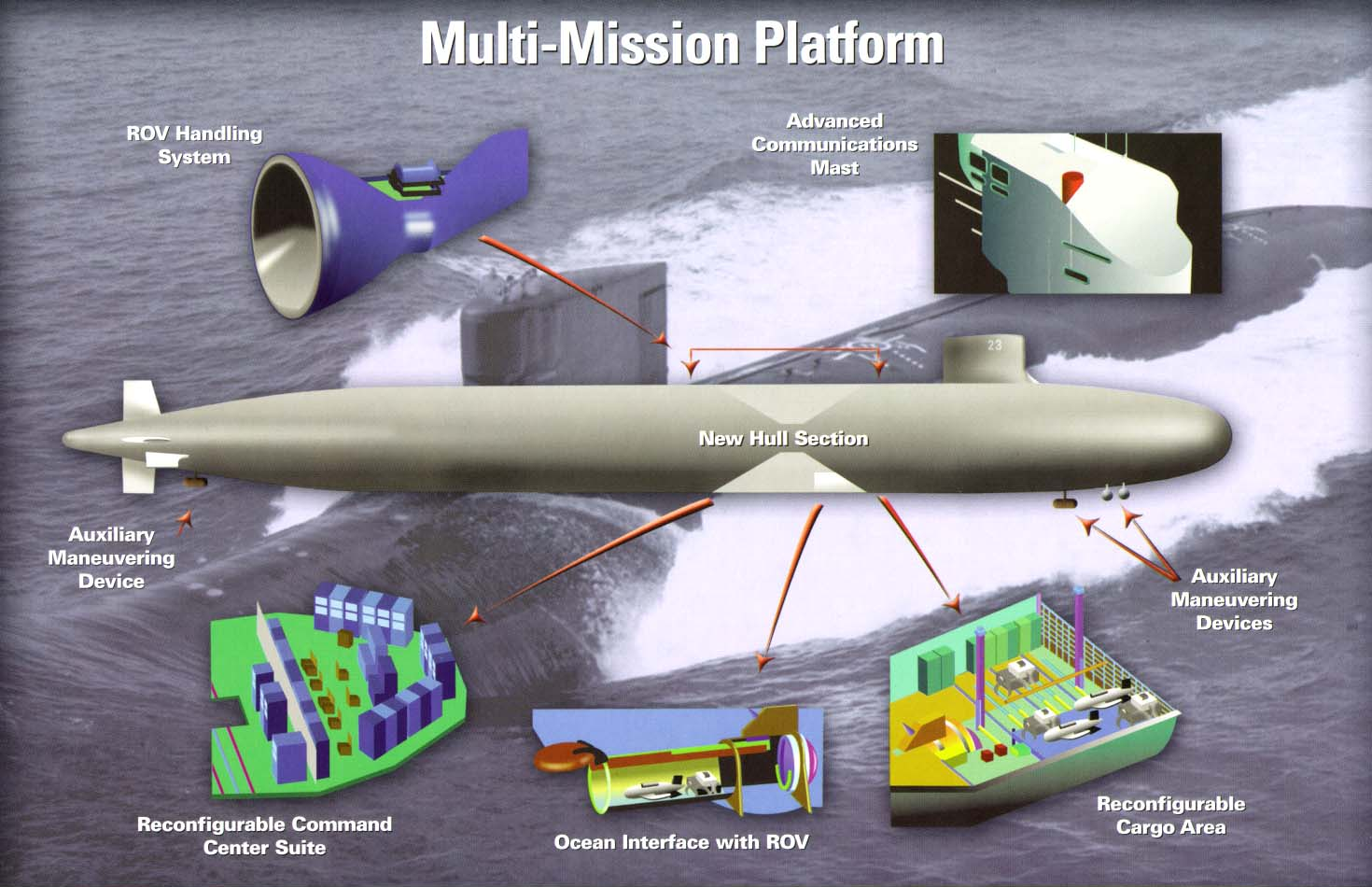
占美·卡特号专属的改装

海狼级核动力攻击潜艇 （Seawolf class）承繼自洛杉磯級核動力攻擊潛艦，始建於冷战末期(1989年)。海狼级潜艇被认为是當代噪音最小的核潜艇；最初美国海军打算在10年內，以每年3艘的速度，建造29艘海狼级潜艇（後來計劃被削減至12艘）。海狼级潜艇的造价非常高昂，每艘預計約需30亿美金；第三艘海狼级潛艇「吉米·卡特」号的造价更高達35亿美元。由于苏联解体帶來冷战的结束，国防预算被削减；再加上其他技术问题，造价过于高昂的海狼级建造计划最終在1995年被全面取消。美国海军只批准建造了三艘海狼级潜艇，其部分任务改由较小的百夫长级，也是后来的維珍尼亞級所取代 。

## 特徵
海狼级潜艇比旧洛杉矶级潜艇更安静、更大且更快，共有8具660毫米口径鱼雷发射管，这8具鱼雷发射管都较过去的口径大，以便未来可安装新服役的武器，如当时在洛杉矶级潜舰孟菲斯號（SSN-691 USS Memphis）所装设的实验性762毫米发射管。海狼级潜艇没有艦載垂直發射系統，这也体现了它海战优势的设计思想。本潜艇设计深海作战优势，为了獵杀当时苏联海军先进弹道飞弹潜艇，如台风级，以及阿库拉级核潜艇。但是他们也有广泛的设备用作浅水作战，其中包括一个浮筒仓能够部署八个作战蛙人及其装备。该船还可以携带多达50枚战斧巡航导弹攻击陆地和船舶的目标。海狼级潜舰设计的长宽比颇低，且具有六片舰艉平衡翼，有利其操控性的提升。而舰艏平衡翼可收缩至舰体，以利冰下操控。海狼级潜艇能够用极为安静的方式在水下以20节的速度航行，除了使海狼级潜艇更难被侦测到外，也不会受到潜舰本身的噪音影响搜寻，海狼级以HY-100/HY-130高张力钢板组合建造，性能超过HY-80钢，最大潜深可达610米。
海狼级潜艇使用更先进的AN/BSY-2作战系统，包含宽孔径阵列（Wide Aperture Array，WAA）和潜舰主动侦测系统（Submarine Active Detection Systeam，SASD），其中包括一个新的更大球形高频（HF）及中频（MF）舰艏声纳系统，以及一个新的拖曳阵列声纳。每艘舰体是由一个专门为海狼级设计的S6W核反应堆所推动，提供57000马力（43兆瓦）驱动一个低噪声喷水推进器。

## 占美·卡特號
占美·卡特號（Jimmy Carter）比其余两艘海狼级潜艇长大约100英尺（30米），因为它要安装一节多任务平台（MMP），它能够派出和回收的遥控载具及海豹部队。该多任务平台也可被用来作为一个水下剪接室窃听海底光纤电缆。这个角色的前身是由退役美国海军潛艇帕爾謝魚號（SSN-683 USS Parche）所担任的，占美·卡特號目前驻扎在華盛頓州布雷默顿海军基地。2006年，美国海军宣布全部海狼级潜艇都将会驻扎在這個基地。

## 同級艦艇
| 舷號   | 艇名                         | 下水時間      | 服役時間       | 母港     | 現狀           |
| ------ | ---------------------------- | ------------- | -------------- | -------- | -------------- |
| SSN-21 | 海狼號 USS Seawolf           | 1995年6月24日 | 1997年7月19日  | 布雷默頓 | 服役中         |
| SSN-22 | 康涅狄格號 USS Connecticut   | 1997年9月1日  | 1998年12月11日 | 布雷默頓 | 服役中，待維修 |
| SSN-23 | 吉米·卡特號 USS Jimmy Carter | 2004年5月13日 | 2005年2月19日  | 布雷默頓 | 服役中         |